# Heidmühlen
Heidmühlen est une commune allemande du Schleswig-Holstein, située dans l'arrondissement de Segeberg (Kreis Segeberg), à 13 kilomètres au sud-est de la ville de Neumünster. Heidmühlen est l'une des six communes de l'Amt Boostedt-Rickling dont le siège est à Boostedt.